# Guruh Baru
Guruh Baru is een bestuurslaag in het regentschap Sarolangun van de provincie Jambi, Indonesië. Guruh Baru telt 1967 inwoners (volkstelling 2010).